# Barrio Coyula
Barrio Coyula är en ort i Mexiko.   Den ligger i kommunen Atotonilco el Grande och delstaten Hidalgo, i den sydöstra delen av landet, 120 km norr om huvudstaden Mexico City. Barrio Coyula ligger 2 020 meter över havet och antalet invånare är 252.
Terrängen runt Barrio Coyula är kuperad. Runt Barrio Coyula är det ganska tätbefolkat, med 70 invånare per kvadratkilometer. Närmaste större samhälle är Atotonilco el Grande, 14,5 km söder om Barrio Coyula. I omgivningarna runt Barrio Coyula växer huvudsakligen savannskog.